# محمود سعد (بازیکن فوتبال، زاده ۱۹۵۲)
محمود سعدالدین احمد (زادهٔ ۳ مارس ۱۹۵۲)؛ بازیکن فوتبال اهل مصر است.

## باشگاهی
از باشگاه‌هایی که در آن بازی کرده‌است می‌توان به باشگاه ورزشی زمالک اشاره کرد.

## تیم ملی
وی همچنین در تیم ملی فوتبال مصر بازی کرده است.